# Fédération belge des photographes
 (février 2022).
Si vous disposez d'ouvrages ou d'articles de référence ou si vous connaissez des sites web de qualité traitant du thème abordé ici, merci de compléter l'article en donnant les références utiles à sa vérifiabilité et en les liant à la section « Notes et références ».
La Fédération belge des photographes a été créée à la demande des clubs photographiques pour que puissent s’établir des contacts constructifs entre eux et leurs membres.
Actuellement, elle travaille pour l’ensemble de ses membres, appartenant à un club ou non, à promouvoir les qualités artistiques et techniques de la photographie.
La FBP est également chargée des relations (patronages, distinctions…) entre les photographes belges et les instances internationales comme la FIAP (Fédération Internationale de l’Art Photographique).
Chaque année, elle organise le Grand Prix de Belgique de Photographie, concours entre les membres, des concours plus spécifiques (Série photos, Jeunes, Audiovisuel…), un concours international ouvert à tous, ainsi qu’un salon national, qui est un lieu de rencontre entre les membres.
La FBP cherche à établir des liens avec des partenaires culturels et commerciaux qui proposent des avantages à ses membres.
Elle est membre de la Fédération Internationale de l'Art Photographique (FIAP).